# Verbascum lemenciacum
Verbascum lemenciacum är en flenörtsväxtart som beskrevs av Georges Rouy. Verbascum lemenciacum ingår i släktet kungsljus, och familjen flenörtsväxter. Inga underarter finns listade i Catalogue of Life.